# Loxoconcha turnerae
Loxoconcha turnerae is een mosselkreeftjessoort uit de familie van de Loxoconchidae. De wetenschappelijke naam van de soort is voor het eerst geldig gepubliceerd in 1988 door Watson.